# Moshé Yaniv
Moshé Yaniv, né en 1938 à Hadera en Israël, est un biologiste moléculaire franco-israélien qui a étudié la structure et les fonctions des virus oncogènes à ADN ainsi que les mécanismes généraux de régulation de l’expression des gènes chez les organismes supérieurs et de leurs dérégulations au cours des pathologies et développement tumorale,. Il est membre de l'Académie des sciences et professeur émérite à l'Institut Pasteur.

## Biographie
Après des études secondaires à Hadera, Moshé Yaniv entreprend des études de chimie à l’université hébraïque de Jérusalem (1956-1961) et obtient un “Master of Sciences” en chimie organique. Il rejoint le laboratoire du Professeur François Gros à l’Institut de Biologie Physico-Chimique pour préparer une thèse d’état en sciences (1969) sur les mécanismes de la synthèse protéique et la structure des ARNt.
Au cours de sa thèse il séjourne pendent six mois dans le laboratoire de Frederick Sanger au “Laboratory of Molecular Biology” à Cambridge (Angleterre), pour établir la séquence de plusieurs ARNt et contribue à l’établissement de la structure en trois dimensions de l'ARNt
A la fin de sa thèse il rejoint ensuite le laboratoire du Professeur Paul Berg à l’université de Stanford en Californie pour un stage postdoctoral poursuivant ses travaux sur la structure et fonctions des ARNt.
De retour en France en 1972, il intègre l’Institut Pasteur comme chef d’équipe et puis comme chef d’unité des Virus Oncogènes (1975). Chargé de Recherche au CNRS en 1966, il devient Directeur de Recherche en 1972 et Professeur à l’Institut Pasteur en 1986.
Au cours de sa carrière à l’Institut Pasteur, il a dirigé le département de Biologie Moléculaire (1986-1988) et le département de Biotechnologie (1992-1994).

## Travaux scientifiques
À partir de 1972, Moshé Yaniv décide d’orienter ses recherches sur la biologie des virus oncogènes à ADN comme Polyome, SV40 et plus tard sur les virus de papillome en collaboration avec le Professeur Gérard Orth. Il met en évidence la structure chromatinienne du génome viral et l’absence des nucléosomes (octamères des histones) sur les séquences de la régulation d’expression des gènes viraux et cellulaires,. Il a identifié des facteurs de transcription cellulaires responsable de l’expression de gènes viraux et leurs fonctions dans la régulation de la croissance cellulaire et la transformation oncogénique. Son équipe a établi la séquence de la première Papillomavirus humaine et identifié les différents gènes du virus.
Ses travaux sur la régulation d’expression de gènes l’ont amené à s’intéresser aux rôle des facteurs de transcription et des complexes de remodelage de la chromatine dans le contrôle du développement et de l’organogenèse du foie, pancréas et rein et de générer des modèles souris pour l’étude maladies métaboliques humaines comme le diabète, la polykystose rénale et des cancers,,.

## Distinctions
Yaniv est l’auteur de plus de 300 publications dans les plus prestigieux journaux de biologie comme Cell, Nature, PNAS, EMBO Journal etc.
Moshé Yaniv est élu membre d’EMBO (European Molecular Biology Organization) en 1978 et présidé son conseil en 1996. Membre d’Academia Europaea en 1992, membre de l’Académie des Sciences, 1995, membre étrangère de l’American Academy of Arts and Sciences, 2001 et de l’European Academy of Cancer Sciences (2008).
Il a reçu un nombre des prix prestigieux et nommé chevalier de la Légion d’honneur en 1999.